# غواصة يو-136
كانت الغواصة يو-136 واحدة من 329 غواصة خدمت في البحرية الإمبراطورية الألمانية خلال الحرب العالمية الأولى.